# トロピコ3
『トロピコ3』(Tropico 3)は、Haemimont Gamesが開発し、カリプソ・メディアから販売されているビデオゲームソフトである。従来の『トロピコ』シリーズと同様、いわゆるミニスケープ的な要素と政治シミュレーションの要素を備えており、特に建築システムに重点が置かれている。初代『トロピコ』の続編であり、プレイヤーはカリブ海に浮かぶトロピコ(Tropico)なるバナナ共和国に君臨する独裁者、エル・プレジデンテ（El Presidente, スペイン語で「大統領」の意味）を演じる。
OS X版は2012年1月26日、Feral Interactiveよりリリースされた。

## ゲームプレイ
ゲーム内でプレイヤーが演じるのは、トロピコに君臨するエル・プレジデンテである。トロピコはカリブ海に浮かぶ小さな島を支配している。キャンペーンモードでは異なる目標が設置された15のミッションを順にプレイしていくことになる。
プレジデンテの主な役割は、島内の各種運営および管理である。各種施設・産業を建築し、これらを管理することで資源の調達や加工、輸出入を行っていく。また、立法や政策設定、外交的措置など、島に影響を与えるいくつかの布告を行える。
島には共産主義者や資本主義者など7つの派閥が存在しており、国民はいずれかに必ず所属している。派閥はプレジデンテに対して特定の施設の建築や布告の発令などの要求を定期的に行い、これを達成するか否かで派閥からの支持が上下する。選挙の際にはいくつかのテーマを選んで選挙演説を行うが、これによっても支持が変動して選挙の結果に影響を及ぼす。冷戦期を背景としていることもあり、トロピコはアメリカ合衆国およびソビエト連邦との国交がある。これらの大国は毎年トロピコに対する財政援助を行うが、外交関係によってその額は上下する。関係が良好であればあるほど高額な援助が行われ、軍事同盟の可能性も高まる。反対に関係が冷え込むと援助額も減少し、最終的に侵攻を受けてゲームオーバーとなる。
その他、アバターのカスタムやミッションエディタ、ランダムマップ生成、他プレイヤーの島への訪問などの機能も用意されている。
ゲーム中は架空のラジオ局トロピコ・ニュース・トゥデイ(Tropico News Today, TNT)が放送するラテン音楽がBGMとなる。DJのフアニート(Juanito)によるニュースも曲の合間に流されるが、その内容は非常に皮肉めいたものばかりである。またロード画面とセーブ画面では、著名な政治家や革命家の名言からの引用が表示される。

## 拡張版
2010年3月、拡張パック『アブソルートパワー』(Absolute Power)の発表が行われ、この際にヨーロッパでは2010年中にリリースされる予定だと伝えられた。なお、後に発表されたマッキントッシュ版では本体に同梱されている。
この拡張パックでは様々な布告が追加されている。その中でも「誇大妄想」に分類される布告を行うと、ゲーム終了後の最終的なスコアが上昇する。その他にも施設がいくつか追加され、また政府支持者という派閥が作られた。さらにラジオでは政府に好意的だったフアニートに加え、プレジデンテに対する反政府運動を指導しているベティ・ブーム(Betty Boom)なる女性の放送も加わった。

## エディション

### Steam Special Edition
Steam Special Editionでは、サンドボックスモード向けマップ2種とプレジデンテのアバター用衣装2種が追加される。Steam Special EditionはSteamを介してのみ購入が行える。もともとは2009年10月25日のリリースを予定していたが、実際にはこれよりも早い2009年10月21日に北米向けリリースが行われた。

### Collector Edition
Collector EditionはAmazon.comでの事前予約でのみ購入が行えるとされていたが、2009年9月30日にAmazon側からCollector Editionのキャンセルが発表された。2010年9月29日、KalypsoはTropico 3: Gold Editionのリリースを行った。これにはAbsolute Powerが含まれている。